# WS-CAF
A Webszolgáltatások – Kompozit Alkalmazás Keretrendszer (WS-CAF) egy nyílt keretrendszer, melyet az OASIS fejlesztett ki. A cél egy általános és nyílt keretrendszer létrehozása volt, ami elősegíti olyan alkalmazások fejlesztését melyek több szolgáltatást nyújtanak egyszerre. Az ilyen alkalmazásokat nevezik kompozit alkalmazásoknak. A WS-CAF jellegzetességei közé tartoznak az interoperabilitás valamint a könnyű implementáció és használat.

## Elemek
A WS-CAF szabvány elemei közé tartoznak:
- Megadhatók a kontextusok, koordinációk, tranzakciók a WSDL nyelv segítségével.
- Az üzenet formátumokat SOAP fejlécekként és/vagy üzenettörzsként adhatjuk meg
- A specifikáció programozási nyelv és platformfüggetlen.
- Kompatibilis a többi Web Szolgáltatás specifikációval
- A célok, a konvergencia elősegítése, a konzisztens használat és a koherens architektúra.
- Támogatja az alakíthatóságot kritikus architektúrális jellemzőjeként a Web szolgáltatás specifikációknak. A WS-CAF és WS-Context szabványokat a Web szolgáltatás specifikációk építőkockáinak szánták.

## Bemeneti specifikációk
A WS-CAF a következő Web Szolgáltatásokat fogadja el inputként:
- WS-Context
- WS-Coordination Framework (WS-CF)
- WS-Transaction Management (WS-TXM)

## Előnyök
A KAF előnyei és eredményei arra vannak szánva, hogy általánosan és kölcsönös átjárhatóságot lehetővé téve:
- Elhatárolja és koordinálja a web szolgáltatások eseményeit
- Terjeszti és koordinálja a kontextus információkat
- Értesíti a résztvevőket az események változásairól
- Definiálhat kapcsolatokat a koordinálók között
- Visszaadja a tranzakciók kiszámíthatóságát és következetességét az üzleti folyamatokban.
- Kapcsolatot teremt több tranzakciós modell között (például: CORBA, CSICS, Enterprise JavaBeans vagy .NET környezetekben).[2]